# Karl-Heinz Kunde
Karl-Heinz Kunde (Colonia, 6 gennaio 1938 – Colonia, 15 gennaio 2018) è stato un ciclista su strada tedesco.
Professionista dal 1960 al 1973, indossò per quattro  giorni la maglia gialla al Tour de France del 1966.

## Carriera
Ha partecipato 5 volte al Tour de France, ma ha concluso solo tre volte, nel 1964, 1965 e 1966.
Nel 1973 terminò la sua carriera ciclistica e aprì un negozio di biciclette a Colonia.

## Palmarès
- 1960

4a tappa Giro d'Austria

## Piazzamenti

### Grandi Giri
- Tour de France

1964: 16º
1965: 11º
1966: 9º
1968: ritirato
1969: ritirato
1972: 20°
- Giro d'Italia

1967: ritirato
1968: 24°